# Frostia semiinflatus
Frostia semiinflatus es una especie de coleóptero de la familia Cantharidae.

## Distribución geográfica
Habita en Yunnan (China).